# Худояш Павло Іванович
Павло Іванович Худояш (нар. 7 березня 1926, Миколаїв, СРСР — пом. 21 березня 2012, Миколаїв, Україна) — радянський футболіст, захисник, півзахисник, нападник. Майстер спорту СРСР (1956). Учасник Другої світової війни. Воював на крейсері «Червоний Кавказ». Нагороджений орденом Слави 3-го ступеня, медалями.

## Клубна кар'єра
Футболом розпочав займатися в 1945 році. Виступав у командах радянських окупаційних військ у Німеччині. У 1946-48 роках грав за збірну команду Чорноморського флоту. З 1949 по 1953 роки виступав за команду ВМС (Москва). У 1950 році в її складі посів перше місце серед команд класу «Б» чемпіонату СРСР. З 1953 по 1954 роки грав за команду «Металург» (Одеса). Влітку 1954 року відправився в ОБО (Тбілісі), але вже незабаром перейшов до «Зеніту» (Ленінград), в складі якого виступав з 1954 по 1959 роки. Дебют у складі «Зеніту» - 25 липень 1954 року в домашній грі проти команди «Трудові резерви» (Ленінград) - 0:1. Футбольну кар'єру закінчував в миколаївському «Авангарді» («Суднобудівнику»), виступаючи в основному складі до 38-річного віку. Віце-чемпіон України 1960 року. Після річної перерви протягом сезону виступав в аматорському клубі СКА (Одеса).
У складі збірної Ленінграда брав участь у футбольному турнірі першої Спартакіади народів СРСР (1956), де посів четверте місце. За це досягнення він удостоєний звання «Майстер спорту СРСР».

## Кар'єра в збірній
У 1952—1956 роках виступав у складі збірної СРСР, захищаючи кольори збірної в матчах з Бельгією, Китаю та Фінляндією.

## Футбольна діяльність
У 1970 році закінчив факультет фізичного виховання Миколаївського педагогічного інституту, потім - курси тренерів в Москві. Викладав в миколаївських ДЮСШ. Серед його вихованців Євген Дерев'яга, Іван Балан й інші гравці.
Помер 21 березня 2012 року на 87-му році життя. Похований 23 березня в Миколаєві.
Миколаївська обласна федерація футболу проводить турнір пам'яті Павла Худояша.

## Досягнення

### Командні
ВМС Москва
- Клас «Б» чемпіонату СРСР
  -  Чемпіон (1): 1950

Суднобудівник (Миколаїв)
- Чемпіонат УРСР
  -  Срібний призер (1): 1960

### Індивідуальні
- Титул майстра спорту СРСР: 1956
- Орден Слави 3-го ступеня